# Бернштейн, Рохл
Рохл Бернштейн (литературный псевдоним Егудис; 1869, Минск — 1942, Москва) — еврейская поэтесса, прозаик и драматург. Писала на идише.

## Биография
Из состоятельной семьи. Получила частное образование, с двенадцатилетнего возраста работала в родительской лавке. В 1880-х годах участвовала в революционном движении в Минске. Дебютировала в 1907 году в петербургской газете «Дер фрайнд» рассказом «В зимнюю субботу» (а винтэр—шабэс). В 1909 году в издаваемом Хаимом Житловским журнале «Дос найе лэбм» (Новая жизнь) была опубликована её одноактная пьеса «Ба дэр арбэт» (На работе), в 1911 году там же — «Ин ундзэрэ тэг» (В наши дни). Вместе с мужем Шмуэлом Бернштейном содержала литературный салон. Опубликовала лирические стихи, очерки, неоконченный роман в нью-йоркском ежегоднике «Дос найе ланд» (Новая страна), сборнике «Фрайе тэг» (Свободные дни, Варшава).
После революции 1917 года публиковала рассказы, очерки, стихи, воспоминания в минской бундистской газете «Дэр вэкер» (Будильник) и других периодических изданиях. Пьеса в трёх актах «Дэр эрштэр май» (Первое мая) о еврейском рабочем движении накануне революции 1905 года была издана отдельной книгой (Минск, 1925), сопровождалась словами революционных песен. В 1923 году опубликовала перевод романа С. А. Семёнова «Голод».
Стихотворения Егудис включались в антологии «Финеф hундерт йор идише поэзие» (пятьсот лет еврейской поэзии, составитель Моррис Бассин, 1917) и «Идише дихтернс» (Еврейские поэтессы, составитель Эзра Корман, 1927). В июне 1941 года была эвакуирована из Минска в Москву, где умерла в следующем году.
Внучка — переводчица Инна Максимовна Бернштейн.